# Lục Tiểu Phụng 2
Lục Tiểu Phụng 2 (tên tiếng Anh: Master Swordsman Lu Xiaofeng 2, tiếng Trung Quốc: 陸小鳳之鳳舞九天, tên đầy đủ là Lục Tiểu Phụng: Phụng Vũ Cửu Thiên) là bộ phim truyền hình nhiều tập do ba nước là Trung Quốc, Đài Loan và Singapore hợp tác sản xuất vào năm 2001. Phim được chuyển thể từ tiểu thuyết võ hiệp cùng tên của nhà văn Cổ Long và được trình chiếu vào tháng 6 năm 2001 với 20 tập (mỗi tập 45 phút). Bộ phim với nhiều cảnh quay hoành tráng, kỹ xảo và dàn dựng tốt, dàn diễn viên đẹp và nổi tiếng cùng với cốt truyện hay, những pha võ thuật chất lượng đã tạo nên sự hấp dẫn cho người xem. Xem chiếu dạo. Vào năm 2005, Kênh VTV3 của Đài Truyền hình Việt Nam đã chiếu lại bộ phim này vào chương trình phim truyện lúc 18h từ thứ 2 đến thứ 7 hàng tuần.

## Nội dung
Bộ phim được dàn dựng xoay quanh câu chuyện của hai nhân vật chính là Lục Tiểu Phụng và Tây Môn Xuy Tuyết. Bối cảnh bắt đầu bằng việc Tây Môn Xuy Tuyết muốn thoái ẩn khỏi giang hồ và chuẩn bị nghi tức "tẩy thủ kim bồn" (rữa tay bằng chậu vàng) để chính thức rút lui vĩnh viễn khỏi giang hồ để sống cuộc sống thanh nhà tự tại với người vợ (đang mang thai).
Lục Tiểu Phụng không muốn thấy cảnh đó liền tạo ra vụ lộn xộn để Tây Môn Xuy Tuyết không được thực hiện nghi thức này. Cả hai hẹn ngày quyết chiến và sau đó là kéo theo vô số cuộc phiêu lưu mạo hiểm của Lục Tiểu Phụng (một lãng tử thích phiêu lưu) và Tây Môn Xuy Tuyết, một kiếm khách lạnh lùng nhưng rất nghĩa tình bạn bè.
Câu chuyện tiếp diễn với những biến cố liên tục từ U Minh sơn trang cho đến Bạch Vân thành, nhiều sự kiện diễn ra như vợ của Tây Môn Xuy Tuyết bị giết, sự xuất hiện của Đoàn Nghệ, âm mưu báo thù của Diệp Cô Hồng cho người anh trai của mình là Diệp Cô Thành cùng mưu đồ xưng bá giang hồ của Y, cho đến cuộc quyết chiến với đối thủ mạnh nhất là Cung Cửu - Cao thủ Nhật Bản trà trộn vào triều đình, hội tụ đủ các yếu tố làm người khác phải kinh sợ như quyền lực, thế lực, tài lực, võ lực, uy lực...

## Diễn viên
- Tôn Diệu Uy trong vai Lục Tiểu Phụng
- Lê Tư trong vai Hàn Linh
- Lý Minh Thuận trong vai Tây Môn Xuy Tuyết
- Rayson Tan trong vai Hoa Mãn Lâu
- Ma Yong trong vai Tư Không Trích Tinh
- Lâm Tương Bình trong vai Diệp Tuyết
- Mark Cheng trong vai Diệp Cô Hồng và Lão Đao Bả Tử
- Vu Vinh Quang trong vai Cung Cửu
- Jerry Chang trong vai Đoàn Nghệ

## Giải thưởng
Bộ phim đã đạt giải thưởng ngôi sao Singapore 2001, và bài hát trong phim cũng giành một giải thưởng trong liên hoan này.